# Krabat
Krabat (bra: Prisioneiros da Magia; prt: Krabat - Aprendiz de Feiticeiro) é uma adaptação cinematográfica do livro de mesmo título escrito por Otfried Preußler. Foi dirigido por Marco Kreuzpaintner e foi lançado na Alemanha em 9 de outubro de 2008. Nos Estados Unidos, estreou no Seattle International Film Festival em 2009. Já no Brasil, foi direto para DVD em Fevereiro de 2010.

## Elenco
- Krabat - David Kross
- Tonda - Daniel Brühl
- The Master - Christian Redl
- Lyschko - Robert Stadlober
- Kantorka - Paula Kalenberg
- Juro - Hanno Koffler
- Worschula - Anna Thalbach
- Michal - Charly Hübner
- Merten - Moritz Grove
- Hanzo - Tom Wlaschiha
- Andrusch - Sven Hönig
- Staschko - Stefan Haschke
- Lobosch - David Fischbach
- Petar - Daniel Steiner
- Kubo - Tom Lass
- Kito - Daniel Fripath
- Baro - Ionut Baias
- Mãe de Krabat - Carmen Ungureanu